# Elfried Veldman
Elfried Veldman (Paramaribo, 5 juni 1966 – bij Zanderij, 7 juni 1989) was een Nederlands-Surinaamse voetballer die in zijn korte carrière als profvoetballer uitkwam voor De Graafschap op de rechtsbuiten positie. Veldman kwam uit de jeugd van Ajax, waar hij vooral bekendstond om zijn snelheid. Op techniek moest hij het daar echter afleggen. Op 7 juni 1989 kwam Veldman om bij de SLM ramp in Suriname. Hij was onderweg met het Kleurrijk Elftal. Elfried Veldman was de oudere broer van oud-voetballer en international John Veldman.

## School
Elfried Veldman studeerde Industriële Automatisering aan de HTS in Utrecht, waar hij door zijn voetbalcarrière een aangepast lesprogramma volgde. 